# Robert I. Flanderský
Robert I. Flanderský známý též jako Robert Fríský (latinsky Robertus Friso, nizozemsky Robrecht I de Fries, francouzsky Robert le Frison, anglicky Robert the Frisian; 1029/1032 — 13. října 1093 Cassel) byl flanderský hrabě v letech 1071–1093.

## Život
Byl synem flanderského hraběte Balduina V. a jeho manželky Adély, dcery francouzského krále Roberta II. Když jeho otec v roce 1067 zemřel, stal se flanderským hrabětem jeho starší bratr Balduin VI. Když i ten o tři roky později zemřel, nastoupil vládu Balduinův syn Arnulf III. S tím se nehodlal smířit jeho strýc Robert I. a proti Arnulfovi vystoupil. Vdova po Balduinovi VI. a Arnulfova matka Richilda za této situace nabídla svou ruku truksasovi Viléma Dobyvatele Vilémovi fitzOsbernovi a o pomoc požádala i francouzského krále Filipa, kterému za pomoc přislíbila opatství Corbie v Pikardii. V roce 1071 zvítězil Robert v bitvě u Casselu, ve které padli Arnulf III. a Vilém fitzOsbern a Richilda byla zajata. Následujícího roku uzavřel s francouzským králem mír, který znamenal uznání Robertova hraběcího titulu. Na potvrzení spojenectví se v roce 1072 oženil Filip s Robertovou nevlastní dcerou Bertou Holandskou. Téhož roku se Robert společně se svou matkou stal donátorem augustiniánského kláštera Watten.
V letech 1087–1091, kdy byl na pouti do Svaté země, byl regentem flanderského hrabství zatím jeho syn Robert II. Flanderský. Pravděpodobným důvodem k vykonání poutě bylo odčinění spoluviny na zavraždění lotrinského vévody Godfroye Hrbatého. Na zpáteční cestě se Robert setkal s byzantským císařem Alexiem a složil mu přísahu.
| „              | Tehdy se v Berrhoi setkal s císařem hrabě flanderský, který se tudy vracel z Jeruzaléma, a složil mu přísahu, kterou obvykle Latinové skládají. Zavázal se, že mu po návratu domů pošle pět set rytířů. Císař mu prokázal náležitou poctu a propustil jej v plné spokojenosti domů. | “ |
| — Anna Komnéna | |   |

Zemřel ve Flandrech v říjnu 1093 a byl pohřben v kostele sv. Petra v Casselu.